# Station Gautestad
Station Gautestad is een spoorwegstation in Gautestad in de gemeente Rakkestad in fylke Viken in Noorwegen. Het station, uit 1882, ligt aan de oostelijke tak van Østfoldbanen. Het stationsgebouw werd ontworpen door Balthazar Lange. Gautestad is sinds 2002 gesloten voor personenvervoer.